# 中坤国际诗歌奖
中坤国际诗歌奖是由中坤诗歌发展基金设立的国际性诗歌双年奖项，它是中国奖金额最高，影响力最为广泛的国际民间诗歌奖项。

## 获奖名单

### 第一届（2007年）
2007年11月12日，颁奖典礼在北京中山音乐堂举行。

翟永明、伊夫·博纳富瓦（法国）、绿原、顾彬（德国）

### 第二届（2009年）
2009年11月12日，颁奖典礼在北京举行。

北岛、阿多尼斯(叙利亚－黎巴嫩)、赵振江

### 第三届（2011年）
2011年12月6日在北京大学颁奖。

牛汉、谷川俊太郎（日本）

### 第四届（2013年）
2013年11月25日，颁奖典礼在北京大学百周年纪念讲堂举行。

痖弦（台湾）、亚当·扎加耶夫斯基（波兰）

### 第五届（2015年）
2015年11月15日，颁奖典礼在北京大学人文学院举行。

邵燕祥、西川、叶甫根尼·亚历山德耶维奇·叶夫图申科（俄罗斯）

### 第六届（2017年）
2017年6月14日，颁奖典礼在北京大学举行。

郑敏、扬•瓦格纳（德国）、屠岸